# Station Sarcelles - Saint-Brice
Station Sarcelles - Saint-Brice is een spoorwegstation aan de spoorlijn Épinay-Villetaneuse - Le Tréport-Mers. Het ligt in de Franse gemeente Saint-Brice-sous-Forêt in het departement Val-d'Oise (Île-de-France).

## Ligging
Het station ligt op kilometerpunt 14,700 van de spoorlijn Épinay-Villetaneuse - Le Tréport-Mers.

## Diensten
Het station wordt aangedaan door verschillende treinen van Transilien lijn H:
- Tussen Paris-Nord en Persan - Beaumont via Montsoult - Maffliers
- Tussen Paris-Nord en Luzarches

## Vorige en volgende stations
| Richting          | Vorig station      | Lijn    | Volgend station | Richting   |
| ----------------- | ------------------ | ------- | --------------- | ---------- |
| Persan - Beaumont | Écouen - Ézanville | Trans H | Groslay         | Paris-Nord |
| Luzarches         | Écouen - Ézanville | Trans H | Groslay         | Paris-Nord |